# 成達書院
成達書院（せいたつしょいん）は大阪にあった日本の私塾。創始者は重野安繹。
1868年（明治元年）に大阪にて開設。漢学などを講義した。当時の進歩的な若者たちに大きな影響を与えたことでも知られる。

## 主な出身者
- 岩崎弥之助[1]

## 脚註
1. ↑  vol.02 土佐・大阪・ニューヨーク - 岩崎彌之助物語 - 三菱人物伝 - 三菱の歴史 - 三菱グループについて - 三菱 mitsubishi.com